# Blue Beetle (Jaime Reyes)
El Escarabajo Azul (Jaime Reyes) es un personaje ficticio estadounidense que aparece en varios cómics publicados por DC Comics. El personaje aparece por primera vez en Infinite Crisis #3 (Feb. 2006). Fue creado por los escritores Keith Giffen y John Rogers, junto con el artista Cully Hamner.
Jaime Reyes es el tercer personaje en asumir el manto del Escarabajo Azul, pero es sustancialmente diferente de sus predecesores. Introducido en 1939, el Escarabajo Azul original, Dan Garrett, era un agente de policía de Fox Comics que combatió el crimen con superpoderes adquiridos al ingerir Vitamina 2X. Una versión renovada de este personaje, el arqueólogo Dan Garrett, introducido en 1964 por Charlton Comics extraía habilidades místicas de un antiguo escarabajo egipcio. Publicado por Charlton Comics y más tarde DC, la creación de 1966 Ted Kord era el estudiante de Garrett quien continuó su legado de lucha contra el crimen disfrazado, aunque no tenía superpoderes. La introducción de DC de Jaime Reyes en 2006 retroactivo y amplió el mito de Escarabajo Azul. Revelado que es alienígena en origen, el escarabajo se une con Reyes y le proporciona una armadura extraterrestre poco después de la muerte de Kord. Aunque solo es un adolescente, Reyes forma rápidamente una relación de trabajo con el excompañero y mejor amigo de Kord, Booster Gold, y es incluido en los Jóvenes Titanes y en la Liga de la Justicia.
La encarnación más reciente de Escarabajo Azul, Reyes es también el Escarabajo Azul más bien representado en las adaptaciones, que aparece en formas animadas y de acción en vivo en Batman: The Brave and the Bold, Young Justice y Smallville. Xolo Maridueña interpretó al personaje en su propia película de acción real ambientada en el Universo extendido de DC, y continuará interpretando al personaje en el reinicio de la franquicia Universo DC (DCU).

## Historia de publicación
En Infinite Crisis #5 (marzo de 2006), Reyes se convirtió en la tercera encarnación de Escarabajo Azul. Su propia serie mensual debutó dos meses más tarde con Escarabajo Azul (vol. 8) #1 (mayo de 2006); que fue escrita inicialmente por Keith Giffen y John Rogers, con el artista Cully Hamner. Giffen se fue antes de la edición #10 y Rogers se hizo cargo del derecho pleno de escritura, junto con el nuevo artista Rafael Albuquerque. Rogers se fue en la edición #25 para concentrarse en su serie de televisión Leverage.
Después de un par de volúmenes de relleno, Matt Sturges se convirtió en el escritor principal en la edición #29 pero la serie se canceló con la última edición #36 en febrero de 2009. El editor Dan DiDio sofocó la cancelación de las malas ventas y dijo que Escarabajo Azul era "un libro que empezamos con unas expectativas muy altas, pero perdió a su público a lo largo del camino."
El 12 de marzo de 2009, DiDio anunció que el personaje iba a volver en junio de 2009 como un "co-estelar" de los cómics de Booster Gold más populares.

## Biografía ficticia
Jaime nació y creció en El Paso, Texas con su padre, madre y hermana menor; su padre es dueño de un garaje. Jaime se ofrece a ayudar a su padre en el garaje, pero su padre siente que Jaime debería estudiar y disfrutar de su infancia durante el tiempo que pueda. Jaime tiene un agudo sentido de la responsabilidad de su familia y amigos, aunque se queja de tener que solucionar sus diversos problemas. Deriva fuerza y valor del apoyo de su familia.

### Crisis infinita
El místico escarabajo que le había dado a Dan Garrett sus poderes se lo creía destruido. Cuando se encontró intacto, se le dio a Ted Kord, que nunca fue capaz de usarlo. Después de un ataque del Hermano Ojo, el escarabajo apareció energizado y Ted se lo llevó al mago Shazam, que tomó y envió lejos a Ted. Poco después, en la historia Día de venganza, Shazam fue asesinado y el escarabajo fue disparado en todo el mundo, junto con fragmentos de la Roca de la Eternidad.
El escarabajo llegó a la Tierra en El Paso, Texas, donde Jaime lo recogió. No mucho tiempo después, Booster Gold apareció en la casa de Jaime para recuperarlo, pero se había fusionado a la columna vertebral de Jaime mientras dormía. Booster reclutó a Jaime para el ataque de Batman en el satélite Hermano Ojo, ya que el escarabajo era el único que podía ver el satélite. Usando los poderes del escarabajo, Jaime fue capaz de revelar el satélite al grupo de Batman, lo que les permite derrotarlo. Una vez que el Hermano Ojo fue enviado a caer en picado hacia la Tierra, Jaime desapareció de la nave, teletransportado por el escarabajo, el cual trató de escapar de los Linternas Verdes a bordo.

### Serie en curso
Jaime fue visto en su propia serie mensual, luchando contra el linterna verde Guy Gardner, que se había enfurecido por la reacción de su anillo al escarabajo. Un flashback ampliado del descubrimiento del escarabajo de Jaime, que revela cómo el escarabajo se une a Jaime y mostrando su primer encuentro con un metahumano. Después de la pelea, Jaime se encontró solo y desnudo en el desierto y tuvo que hacer autostop hasta casa. A su regreso, Jaime descubrió que había estado desaparecido por un año entero porque el escarabajo utiliza un modo dimensional de transporte para volver a la Tierra. A diferencia de la mayoría de los superhéroes, Jaime compartió su identidad con su familia y amigos.
Él comenzó una carrera como superhéroe, encontrándose con Oráculo, el Fantasma Desconocido y el actual Pacificador durante sus primeras aventuras. A menudo se asocia con una pandilla callejera de superhumanos locales conocidos como el Pelotón. Su equipo de apoyo accede a ayudar a Jaime a rastrear el crimen y los desastres naturales en el medio oeste a través de Internet.
Contrariamente a la creencia inicial de Jaime, el escarabajo revela ser tecnología extraterrestre. Sin embargo, las influencias mágicas que implican el primer contacto con los terrícolas dejaron al escarabajo "corrompido" e incontrolable por el Reach del Sector Espacial 2. Gardner regresa y revela cómo los Reach y el Cuerpo de los Linternas Verdes habían luchado en el pasado, obligando a los Reach a una tregua. Los Reach, sin embargo, continuaron persiguiendo sus planes de invasión, ofreciendo el escarabajo como un "protector" y luego convirtiendo por la fuerza a su anfitrión en su vanguardia. La totalmente funcional I.A. del escarabajo actúa como un agente para los Reach. Como el escarabajo de Jaime tiene solo una IA parcialmente funcionamiento, cayendo cada vez más en su control y formando una alianza con él, los Reach cambiaron su agenda fingiendo amistad con Jaime y la Tierra, que lo ataca de una manera más subversiva.

### Los Reach
Los Reach son antiguos enemigos de los Guardianes del Universo, aunque su pacto con los Guardianes les prohíbe invadir nuevas culturas, incluyendo la Tierra. Jaime recientemente ha buscado la ayuda de Laboratorios S.T.A.R. para descubrir todo el poder del escarabajo. Los Reach parecen ser enemigos de los Controladores; el traje de escarabajo de Jaime reacciona violentamente a un uniforme de Darkstars usado por la actual Cazahombres Kate Spencer.
En una conexión a Cuenta regresiva para la Crisis Final, Jaime ayuda a Traci Thirteen a frustrar el intento de Eclipso para secuestrar a un bebé con un gran potencial mágico y lo utilizan como un nuevo huésped incorrupto. Al final, Jaime y Tracy se besan, haciendo alusión a una relación que comienza.
Jaime lleva la lucha a los Reach, usando las cualidades de deformar el tiempo de los Bleed para atacar a tres de sus máquinas a la vez. Cuando esto falla, Jaime ataca la nave insignia de los Reach, pero ellos usan sus armas para atacar su casa. El arrebato emocional de Jaime en este ataque le permite a los Reach apagar el escarabajo y quitarlo de Jaime, que es lanzado en una celda de detención mientras el escarabajo es llevado para analizar. Sin embargo, el escarabajo le transfiere su conocimiento a Jaime antes de removerlo, permitiendo que el joven héroe se libere. Mientras tanto, la familia de Jaime, habiendo escapado del ataque, son protegidos de otro ataque de los Reach por Peacemaker, el Pelotón, Traci Thirteen, La Dama y más tarde Guy Gardner, Fuego y Hielo. Atacando a varios guardias y tomando sus armaduras, Jaime se dirige hacia el motor, obligando a los Reach a apagarlo, lo que revela su nave. Una vez capturado y llevado al puente, Jaime grita "¡Khaji Da!". Luego revela que, durante el tiempo pasado con él, el escarabajo obtuvo una personalidad propia y totalmente desligada de la colmena-mente Reach. Exclamando Khaji Da (la expresión combinada de Khaji, la palabra de código para Infiltrado y Da, su propio número de serie), como su nombre, el escarabajo se alía con Reyes contra los Reach. Mientras la batalla continúa, el Negociador de los Reach desata un dispositivo del juicio final en la Tierra en venganza por su derrota. Jaime y el escarabajo se comprometen a sacrificarse para detener la superarma. En el último momento, Booster Gold aparece y los salva a ambos. Teniendo un vínculo con el escarabajo más fuerte que nunca, Jaime se pregunta si otros escarabajos obtendrán una personalidad debido a que Khaji Da les habla acerca de la individualidad.

### Jóvenes Titanes
Jaime se alía por primera vez con los Titanes en Jóvenes Titanes #50 y Escarabajo Azul #18, peleando con Lobo, junto con el grupo para asegurar el lanzamiento de un satélite armado con tecnología anti-Reach. Los Reach aparentemente contratan a Lobo para mantener su fachada como protectores benevolentes; sin embargo, al final, Batman y los Jóvenes Titanes le creen a Jaime. Aunque critican a Jaime por su falta de entrenamiento formal, los Titanes le extienden una invitación para visitar y tal vez formar parte del equipo. Los Reach después intentan quitar a Jaime de la ecuación, combinando la IA desaparecida del escarabajo de Jaime, un nuevo escarabajo y un anillo de poder de Sinestro Corps en Peacemaker, obligándolo a cortar al escarabajo de su columna vertebral para asegurarse de que su escarabajo no pueda ser utilizado como un arma de nuevo.
Jaime se encuentra cara a cara con el Espectro, junto con Luis, el hombre que había sido responsable de paralizar al padre de Jaime. Después de una visita de su cuasi-novia Traci Thirteen, Jaime se da cuenta de que no puede detener al Espectro de ejecutar a los internos. Jaime se ve obligado a perdonar a Luis y razonar con el Espectro. Con éxito parcial, el Espectro le advierte a Jaime que si alguna vez le permite al escarabajo matar, el Espectro vendrá para él.
Durante la historia "Titans of Tomorrow, Today!", Jaime lleva a los Titanes en su oferta para visitar, solo para descubrir que una versión alternativa futura de los Titanes han atacado la Torre y logró secuestrar a miembros clave de la Liga de la Justicia. Más tarde demuestra un papel decisivo en la victoria de los Titanes más jóvenes contra sus yo futuros y demuestra ser un héroe competente al incapacitar al Flash del futuro y liberar a la Liga de la Justicia. También ayuda a los Titanes a derrotar a Starro. Durante el conflicto con los Titanes futuros, Jaime es atacado activamente por la versión adulta de Kid Devil, Red Devil, que dice que Jaime no es confiable. Por otra parte, Lex Luthor describe a Escarabajo Azul como una "molestia incesante" que se aferra a su visión del bien y del mal sin importar cuánto cambia el mundo a su alrededor.
Jaime es reclutado por Escarabajo Negro (que originalmente se identifica como un Escarabajo Azul del futuro) y Garrett para ir hacia el pasado con Booster Gold para evitar la muerte de Kord. Después de salvar a Kord, Jaime y Garrett regresan, se revela que el futuro es una distopía gobernada por Maxwell Lord, que ahora nunca fue expuesto y derrotado. Escarabajo Negro también se revela como un futuro enemigo de Jaime, que trata de crear este futuro para que nunca tenga que lidiar con Jaime y por lo que "no la perdería". En Booster Gold #10, viendo el daño causado por sus acciones, Ted decide aceptar su muerte y regresa al pasado, aparentemente al momento exacto en el que fue asesinado por el Señor, volviendo la línea de tiempo al equilibrio y evitar así la distopía. Sin embargo, en el epílogo de Booster Gold #1.000.000, una figura con un escarabajo entra en un edificio de Industrias Kord que contiene un Bicho y una pintura del enemigo de Kord Overthrow entre otras cosas. Su risa característica sugiere que en realidad es Ted, que de alguna manera escapó de la muerte, pero logró arreglar la corriente.
El villano Shockwave reveló durante su batalla con Jaime que Industrias Kord pertenece ahora a los 100. De nuevo entró en conflicto con Kid Devil, que todavía albergaba un resentimiento contra él por el incidente con los titanes futuros y su estado con Ravager. Jaime intenta hacer las paces con Kid Devil, pero sus peleas le permiten a Shockwave escapar. Durante su segunda batalla con él, Kid Devil logró aprovechar sus poderes demoníacos y derrite parcialmente la armadura de Shockwave, lo que permite a los dos chicos derrotarlo. Esto parece aplastar los malos sentimientos entre ellos. Kid Devil le pregunta a Jaime si escuchó a Devastador y Jaime responde que se enfrentó a una raza alienígena entera, pero Devastador lo asusta. Kid Devil finalmente se da cuenta de que Jaime está siendo sincero y se dan la mano y se dicen el uno al otro sus nombres reales. Más tarde, en la Torre de los Titanes Robin le ofrece a Jaime una membresía completa, algo que Jaime se siente listo para aceptar.
En las consecuencias del crossover masivo Final Crisis, Kid Eternity, Static y Aquagirl se unen al equipo después de su rescate del Club Lado Oscuro. Aquagirl comienza a golpear a Jaime a pesar de saber de su relación con Traci, a menudo hablándole en español para ocultar sus intenciones desde el equipo. A pesar de sentirse atraído, él opta por permanecer leal a Traci.
Después de que Wonder Girl es secuestrada por los Cinco Temibles, Escarabajo de mala gana le permite a Traci para ayudar al equipo a rescatarla. Como consecuencia, Red Devil es asesinado salvando la ciudad.
Cuando Chico Bestia llega a la Torre de los Titanes para liderar el equipo, Jaime lo desconfía y le acusa de preocuparse más por ganar el amor de Raven de ayudar al equipo.

### Final de la serie
Un grupo de infiltrados Reach y un negociador invaden el baile de la escuela de Jaime. Después de haber sido inspirados por el escarabajo para rebelarse, el "Ejército Revolucionario Kahji Dha", empieza a hacer segura a la Tierra destruyendo a los que podrían representar una amenaza. Ellos ven a Jaime como una amenaza y atacan. Durante la lucha, Nadia, parte de la ayuda de tecnología de Jaime, es asesinada. Tomando la lucha en órbita, Jaime hace que el escarabajo pirateé y desactive al ERKD, desactivándose por desgracia durante 27 días en el proceso. El negociador se recupera rápidamente y Jaime se ve obligado a llevarlo en un salto kamikaze a la superficie de la Tierra. El impacto mata al negociador y hiere de gravedad a Jaime, aunque el escarabajo puso un escudo que lo protegió de la peor parte del impacto. Durante un período de semanas, Jaime y el escarabajo se recuperan lentamente. El escarabajo del negociador, a espaldas de Jaime, había sido recuperado por Hector, otro soporte técnico de Jaime, que, mientras que dejó el país, utilizó el nombre del negociador "Djo Zha" que una azafata confunde con "Joshua", indicando que se había unido con él.

### Otras aventuras
Comenzando en Booster Gold #21, Escarabajo Azul apareció como un coestelar en curso de 10 páginas. Las historias se centraron en un reparto más pequeño que antes, centrándose en Jaime, Paco y Brenda mientras la familia de Jaime aparece de vez en cuando. El escarabajo reiniciado demuestra ser más sanguinario que en el pasado, instando constantemente a Jaime de usar armamento más letal. En la primera serie, Jaime se enfrenta a la hija de un viejo androide supervillano.
El Escarabajo Negro ataca durante una caminata familiar. Durante la batalla, el Escarabajo Negro dice ser la encarnación futura de Héctor, con ganas de venganza por la muerte de Nadia. Él retrae su declaración, afirmando haber matado a Héctor y tomado su escarabajo. Cuando Milagro fue herida por Escarabajo Negro, Jaime pierde los estribos, finalmente cediendo a las sugerencias del escarabajo de usar la fuerza letal. Jaime finalmente logra utilizar rayos de taquiones para paralizar a Escarabajo Negro, solo para que el villano afirme que él era Jaime del futuro y que iba a ponerse el escarabajo negro después de que Milagro (que sufriría daño cerebral causado por la lesión que acababa de recibir en el presente) destruyera el escarabajo. Jaime, decidiendo conseguirle a Milagro atención médica lo más rápido posible, se vio obligado a dejar escapar al Escarabajo Negro. Antes de partir, el Escarabajo Negro le dice a Jaime: "Cuando veas a Ted Kord, dile que dije "cae muerto"". Cuando Jaime afirma que Ted ya estaba muerto, el Escarabajo Negro responde "Sí. Lo sé". Unos días más tarde, Milagro aparece recuperándose en el hospital y Jaime queda profundamente preocupado por su encuentro.
Escarabajo Azul también se une al superhéroe egoísta Hardware para acabar a un grupo de delincuentes que utilizan tecnología robada del último Edwin Alva por el segundo Gizmo. A pesar de encontrar a Hardware extremadamente difícil con el que trabajar, los dos acaban a los criminales y se van en términos amistosos.
No mucho más tarde, lo visita Skeets, el compañero robótico de Booster Gold, quien le advirtió de su desaparición. Decidiendo formar un equipo con la pequeña máquina para encontrar a Booster para rendirle homenaje para presentarlo al mundo de los superhéroes, llega a la casa de Rose Levin y Daniel Carter, los antepasados del siglo 21 de Booster. Sin embargo, poco después de que llega, el Linterna Negra Ted Kord estrella su nave en la casa de Daniel y Jaime procede a luchar con Kord. Aunque superados e insultados por el Linterna Negra, Jaime sigue luchando hasta que Booster entra en escena.
Más tarde, ambos se unen para destruir al Linterna Negra, teniendo éxito al dispararle con una pistola de luz especial diseñada por Ted Kord y separarlo del anillo. Luego, trasladan los restos en la Esfera del Tiempo y llevan el cuerpo sin vida a la Fortaleza del Punto Desvaneciente, en el último segundo del universo. Allí, Jaime promete vivir el tiempo hasta el legado del Escarabajo Azul y restablecer el Equipo Azul y Dorado.

### Justice League: Generation Lost
Después de "Blackest Night", Jaime y los otros Titanes viajan a la ciudad de Dakota para rescatar Static después de ser secuestrado por un gánster meta humano llamado Holocausto. Jaime utiliza al escarabajo para ayudar a localizar Static, pero él y sus compañeros son derrotados fácilmente durante una batalla por Holocausto, que es capaz de bloquear un disparo de cañón de Jaime y luego golpearlo con una bola de fuego. Los Titanes al final son rescatados cuando Cyborg llega con Kid Flash y Superboy.
Durante el inicio del evento de Brightest Day, Deadman tiene una visión de Jaime estrechando la mano de Maxwell Lord, que está sosteniendo un arma detrás de su espalda. Sacudido por su casi muerte en Dakota, Jaime le informa a Static que tiene planes de irse por un tiempo para visitar a su familia, por temor a lo que pasaría si fuera a morir sin despedirse. Poco después de llegar a casa, Jaime y su familia son atacados por un escuadrón de OMACs. Con la ayuda de Booster Gold, Ice y Capitán Átomo, Jaime es capaz de repeler a los OMACs, pero es aspirado accidentalmente en una grieta de teletransporte que crean. Los héroes terminan en Rusia, donde Jaime se entera de Max Lord y su intento de hacer que el mundo olvide que alguna vez existió. Él accede a ayudar a los exmiembros de la Liga de la Justicia a traer a Lord a la justicia. Después de una batalla con los miembros de la Brigada de los Rocket Red, los héroes descubren que Max Lord ha estado manipulando al equipo con la esperanza de que iban a reformar a la Liga de la Justicia Internacional, con Jaime tomando el papel asumido años antes por Ted Kord.
Antes de que puedan averiguar su próximo movimiento, la base es atacada por la Criaturas Comandos. Durante la batalla Max se revela haciéndose pasar por uno de los Criatura Comandos. Escarabajo Azul termina inconsciente y Max lo captura, dirigiéndose al teletransportador y dejando atrás a la LJI. Cuando Escarabajo Azul está en cautiverio, Max le inyecta una sustancia desconocida. Torturado, recuerda la existencia de Max como el hombre que mató a Ted Kord y destruyó su legado. Jaime finalmente logra enviar una señal al resto de la LJI para conducirlos a la sede de Max. Él escapa del laboratorio y ataca a Max, quien, después de haber descubierto las debilidades del Escarabajo Azul, electrocuta a Jaime con una rayo especial y, justo cuando llega la LJI, le dispara en la cabeza con una pistola, aparentemente matándolo en la misma manera como su predecesor.
Max escapa de la LJI utilizando una cápsula de escape. No pudiendo capturar a Max, la LJI llevó a Jaime a la superficie donde los paramédicos Rocket Red y Skeets tratan de reanimarlo. Sin embargo, sus esfuerzos fracasan ya que Jaime ya había muerto. Mientras el equipo lidiar con su pérdida, de repente se sienta, sanado, declarando que conoce los planes finales de Max y que lo pueden detener. Jaime les revela que su armadura de escarabajo curativa es lo que lo protegía de la pistola. Cuando la batalla contra el OMAC Prime no va a ninguna parte, Escarabajo Azul ataca y OMAC Prime parece tomar su poder, pero Escarabajo Azul menciona que no puede tomar el control del poder del escarabajo. Escarabajo Azul ataca y le dispara a OMAC Prime.

### The New 52
Un nuevo título Escarabajo Azul lanzado el otoño de 2011 tras la conclusión de Flashpoint de DC. Está escrito por Tony Bedard y dibujado por Ig Guara. Fue cancelado en febrero de 2013.
Reyes y su amigo Paco están conduciendo a una fiesta cuando surge una pelea por una mochila entre algunos hombres y los miembros de la Hermandad del Mal Fobia, Plasmus y Warp de un edificio cercano. Para proteger a Paco, Jaime agarra la mochila. Cuando los agentes de La Dama Brutale, Bone-Crusher y un nuevo villano llamado Coyote se unen a la lucha, Brutale le lanza un cuchillo a la mochila. El escarabajo interior es puesto en marcha y Jaime se transforma en Escarabajo Azul.
Durante Green Lantern: New Guardians, otros representantes de los Reach atacan Odym, planeta natal del Cuerpo de Linterna Azul, donde se revela que sus armaduras han tomado el control de ellos; Jaime especula, durante un enfrentamiento con Kyle Rayner, que su armadura está dañada, lo que explica por qué está en control de sí mismo donde otros soldados Reach son esclavos de sus armaduras.
Después de ser capturado por los esbirros de Lady Styx en Escarabajo Azul # 16, Jamie se ve obligado a tomar parte en el juego de cazarrecompensas El Encantado en el planeta llamado Tolerancia. Después de perder el control sobre la armadura del escarabajo y recuperar el control de nuevo, se une con un Nuevo Dios llamado Lonar, para matar al creador del juego Adonis y escapar del planeta. Lonar mata a Adonis, toma su dimensión de bolsillo, y desaparece. En Threshold #8 el productor del show El Hechizado, revela que el show ha sido cancelado y envía a Jaime de vuelta a la tierra.
En The New 52 # 0 Escarabajo Azul es visto trabajando junto con la resistencia contra Hermano Ojo y todos los otros superhéroes muertos. Él muere y muta en un robot controlado por Hermano Ojo.

### DC Rebirth
En el relanzamiento de DC Universe de 2016, DC Rebirth, Jaime está trabajando con Ted Kord para estudiar el escarabajo adherido a la espalda de Jaime y eliminarlo. Una vez más, el origen del escarabajo se reconfigura, como lo revela Doctor Fate, quien le dice a Kord que el escarabajo no es alienígena, sino mágico, similar a la continuidad original pre-Infinite Crisis.

### Graduation Day
En la miniserie Blue Beetle: Graduation Day, Jamie continúa con sus deberes de superhéroe como Blue Beetle mientras finalmente se gradúa de la escuela secundaria. Sin embargo, durante la ceremonia, recibe una transmisión del escarabajo que indica que los Reach están planeando algo. Luego, de una fiesta para celebrar la graduación de Jaime, Superman y Jaime comparten una conversación sincera sobre la incertidumbre de Jamie sobre su futuro y lo que quiere para sí mismo. Superman luego le informa a Jaime que, hasta que comprendan mejor la transmisión de Reach, Jamie está "castigado" por ser Blue Beetle y debe pasar tiempo con su familia. Luego, Jaime se entera por sus padres que, debido a que no asistirá a la universidad, se dirigirá a Palmera City para trabajar en el restaurante familiar durante el verano. Luego, Paco les muestra a todos un video de un misterioso escarabajo amarillo que llega a Sensuntepeque, El Savador.

## Poderes y habilidades
El escarabajo de Escarabajo Azul está injertado en la columna de Jaime y puede manifestar una serie de poderes a su propia voluntad, un acto que suele ir acompañado de energía azul emitida por las "antenas" del escarabajo. En el transcurso del primer año de su serie en curso, Jaime tenía poco o ningún control sobre esos poderes, pero se defiende lentamente. Cuando Jaime está en peligro, el escarabajo se activa, arrastrándose sobre la espalda de Jaime y generando un traje de alta tecnología de exoesqueleto mecánico alrededor de su cuerpo. La armadura es lo suficientemente resistente que le puede proteger contra la reentrada de la órbita de la Tierra. Cuando pasa el peligro, el escarabajo se desactiva, disolviendo el traje y extrayéndose en la columna de Jaime, causando dolor intenso.
Cuando está en uso, el traje puede configurarse para producir una amplia gama de armamentos. Las funciones comunes incluyen un cañón de energía, una espada y un escudo, un gancho, un dispositivo parecido a un satélite de comunicaciones, y un conjunto de cuchillas de un metro de largo energizada que puede cortar los troncos de árboles. Además, el traje puede producir un conjunto de alas para volar, que también pueden actuar como escudos. Jaime alude a las armas que pueden ser lo suficientemente potentes como para dañar incluso al Espectro, uno de los personajes más poderosos de DC, alegando que algunas de las armas son de calibre A.D.M, pero se niega a usar la fuerza letal. El traje puede adaptarse a diferentes situaciones, incluyendo producir descargas de energía de las manos que pueden neutralizar la magia, descargar radiación de kryptonita y ajustar las "frecuencias vibracionales" de objetos extradimensionales para hacerlos visibles. El traje puede crear armamento de diferente composición y estilo. Las alas, por ejemplo, fueron compuestas inicialmente de la misma armadura azul opaca como el resto del traje, pero comenzando con Escarabajo Azul #12 (abril de 2007), comenzó manifestándose en forma de un material incoloro y translúcido.
El escarabajo tiene al menos un poder que puede manifestarse latente o activo; puede darle a Jaime una forma peculiar de "vista" para percibir objetos extradimensionales, que recolecta información sobre los adversarios del usuario del escarabajo. El escarabajo es capaz de comunicarse con él de una manera más comprensible si es necesario. El lenguaje del escarabajo se transforma lentamente en un formato parecido al inglés, alegando que Khaji Da es su nombre y Jaime como su primer amigo de verdad. Sin embargo, tiene recaídas de idioma ocasionales. El traje es capaz de compensar el sistema digestivo de Jaime, de modo que él no necesita expulsar materiales de desecho al utilizar el traje, y puede incluso hacer el papel de las células muertas de la piel que el traje recoge.
El escarabajo exhibe una reticencia a dañar a la naturaleza, como se evidencia en Escarabajo Azul #4, en el que Jaime es atacado por un par de árboles antropomorfizados, y el traje se niega a usar mucha fuerza contra ellos, hasta que Jaime convence al escarabajo de que su vida está en peligro y arrebata el control sobre el traje para destruir los árboles, para gran disgusto del escarabajo.
Cuando es necesario, Jaime puede hacer que el escarabajo se haga cargo en Modo Infiltrado. Cuando esto sucede, el traje se hace más alto, más musculoso y le salen picos y permite que el escarabajo luche sin la conciencia de Jaime como una restricción. Esto le permite luchar más brutalmente. Sin embargo, a Jaime y al escarabajo no les gusta esto, y solo recurren a esto en situaciones desesperadas.

## Otras versiones

### Fatherland
Una versión alternativa de Jaime aparece en Justice Society of America #37-38 como parte de la historia Fatherland. Ambientado veinte años en el futuro, Jaime ha perdido sus poderes después de que el Capitán Nazi y sus compañeros villanos supremacistas blancos activan su Motor de Gran Oscuridad, un aparato que neutraliza la mayor parte de metahumanos del mundo y permite que un régimen neonazi conocido como el Cuarto Reich domine Estados Unidos. Prisionero junto a algunos superhéroes supervivientes del mundo, Jaime es asesinado al final por los guardias de seguridad después de atacar a Mr. Terrífico como una distracción para los otros héroes para favorecer sus planes de escape durante la ceremonia de ejecución de Batman y el Joker.

### Titans Tomorrow
En el futuro alternativo llamado Titanes Tomorrow, se reveló que Diablo Rojo había matado al Escarabajo Azul de esta línea de tiempo.

### DC Universe Online: Legends
En DC Universe Online: Legends, Jaime estaba entre los supervivientes meta humanos de la Tierra reunidos por Lex Luthor.

### Flashpoint
En la línea de tiempo alternativa del evento Flashpoint, Jaime era parte de un equipo llamado los Bichos de Acecho dirigido por el Grillo de Canterbury. Hicieron un ataque a las Amazonas que terminó en fracaso con la desaparición de todos los héroes bichos excepto el Grillo de Canterbury.

### Smallville: Titans
Jaime es un miembro del equipo con Conner Kent/Superboy, Speedy, Miss Martian, los Zan y Jayna en la escuela de Jay Garrick por el "dotado".

## Ediciones recogidas
La serie de Escarabajo Azul ha sido recogida en un número de TPB:
| Vol. # | Título              | Año  | Material recogida                                                          | Páginas | ISBN                   |
| ------ | ------------------- | ---- | -------------------------------------------------------------------------- | ------- | ---------------------- |
| 1      | Shellshocked        | 2006 | Escarabajo Azul vol. 7, #1–6                                               | 144     | ISBN 978-1-4012-0965-0 |
| 2      | Road Trip           | 2007 | Escarabajo Azul vol. 7, #7–12                                              | 144     | ISBN 978-1-4012-1361-9 |
| 3      | Reach for the Stars | 2008 | Escarabajo Azul vol. 7, #13–19                                             | 168     | ISBN 978-1-4012-1642-9 |
| 4      | End Game            | 2008 | Escarabajo Azul vol. 7, #20–26                                             | 176     | ISBN 978-1-4012-1952-9 |
| 5      | Boundaries          | 2009 | Escarabajo Azul vol. 7, #29–34                                             | 144     | ISBN 978-1-4012-2162-1 |
| 6      | Black and Blue      | 2010 | Escarabajo Azul vol. 7, #27–28, #35–36 Booster Gold vol. 2, #21–25, #28–29 | 168     | ISBN 978-1-4012-2897-2 |

## En otros medios

### Televisión
- Geoff Johns anunció una serie de televisión de acción en vivo ofreciendo la versión de Jaime Reyes de Escarabajo Azul.[52][53] Hicieron un tráiler de prueba con el doble de cine y actor Garrett Plotkin como Jaime Reyes/Escarabajo Azul. Las escenas de este tráiler fueron mostrados como parte del próximo bloque de DC Nation de programación en 2012 en Cartoon Network durante el estreno de Linterna Verde: La Serie Animada.
- Jaren Brandt Bartlett interpretó a Jaime Reyes en "Booster", el episodio 18 de la décima temporada de Smallville. En el episodio, Jaime es representado originalmente como un adolescente de Metrópolis que es tímido, un poco torpe, y era molestado a causa de ello, hasta que el escarabajo se adhirió a él después de que estuvo presente en un accidente de tránsito que involucra un coche que transportaba el escarabajo a un centro de Industrias Kord. Después de buscar a Booster Gold, esperando que el héroe pueda ayudar a eliminar al escarabajo de su columna vertebral, Jaime se transforma en el Escarabajo Azul y ataca a Booster, incapaz de controlar la armadura. Después de casi estrangular a Booster, Jaime es capaz de obtener el control sobre el escarabajo cuando Booster le convence de ponerse de pie y ponerse firme sobre el escarabajo. Después de que Jaime vuelve a su estado normal, Ted Kord se ofrece a quitar al escarabajo, pero Jaime le dice que desea quedárselo y aprender cómo convertirse en héroe. El episodio termina con Booster Gold ofreciendo ayudar a Jaime a controlar sus poderes, con Lois Lane siendo convencida por Booster de entrevistarlo. Esta versión del traje de batalla es bastante voluminoso y carece de la boca tradicional vista en los cómics (ya que el efecto es difícil de lograr en la acción en vivo). El nombre Escarabajo Azul no se utilizó en el episodio.
  - A pesar de que esta encarnación de Jaime aparece siendo de Metrópolis, se le ve en el episodio llevando una camisa que dice "El Paso", un guiño a sus raíces del cómic.
- Jaime Reyes es un personaje destacado en la serie animada Batman: The Brave and the Bold con la voz de Will Friedle, y el escarabajo con la voz de Ioan Gruffudd. Él apareció en los episodios "El nacimiento del Escarabajo Azul",[54] "Caída del Escarabajo Azul", "Termina el juego del Hombre Búho",[55] "La noche de la Cazadora","La venganza del Reach","La aventura indignante de Aquaman","Darkseid descendiendo","La sombra del murciélago","Sin tiempo para vengarse" y "Crisis: 36.000 kilómetros sobre la Tierra", con algunas apariciones breves en "La invasión de los Santas Secretos" y "Luchadores del grito de libertad". Él tiene un papel mudo en "El destino de Equinox","El poder de Shazam", "El asedio de Starro: primera parte" y "El asedio de Starro: segunda parte".
  - En esta misma serie, Reyes también tuvo una contraparte malvada llamada Escarabajo Escarlata (que no debe confundirse con el personaje de Marvel Comics del mismo nombre). El Escarabajo Escarlata también tuvo la voz de Will Friedle. Lleva una versión roja del traje que también puede hablar.
- Reyes aparece como uno de los personajes principales en la segunda temporada de Justicia Joven, Young Justice: Invasion con la voz de Eric Lopez.[56] Aparece como un miembro del equipo de Justicia Joven. Jaime cree que el escarabajo es un pedazo de tecnología creada por Ted Kord, el antiguo Escarabajo Azul, antes de su muerte a manos de La Luz. En "Antes del amanecer", un recuerdo revela que una noche, una explosión en Industrias Kord lanzó al escarabajo que se enlaza con Jaime mientras pasaba. A diferencia de otras versiones, el escarabajo le habla a Jaime solo en inglés y encuentra cursos letales de acción preferibles para capturar y moderar, por lo que Jaime constantemente está en desacuerdo con él. A diferencia de su homólogo del cómic, no experimenta ninguna molestia al convertirse en Escarabajo Azul. Cuando Impulso libera a Jaime de los primeros intentos de los Reach para controlarlo, le dice a Jaime por qué había venido al pasado en primer lugar: en su tiempo, el escarabajo de Jaime se habría puesto en modo y se convierte en el dictador de la Tierra. Jaime se niega a creer esto, pero sigue atontado por los experimentos. El escarabajo y el cuerpo del Escarabajo Azul eventualmente son puestos bajo el control completo de los Reach por Escarabajo Verde, un agente Marciano Blanco de los Reach que usa el mismo tipo de armadura de los Reach que Jaime. Esto prácticamente atrapó a Jaime en su mente, y le permitió a los Reach que Jaime traicione al resto del equipo en contra de su propia voluntad. El equipo, principalmente Zatanna, más tarde libera a Escarabajo Azul y su escarabajo del control de los Reach. Luego pasa a desempeñar un papel importante para ayudar a derrotar a Escarabajo Negro, otro agente con armadura de los Reach, y salvar al mundo de la tentativa de los Reach de destruirla, y en la tercera temporada, se uniría a los Forasteros de Beast Boy y entablaría una relación con Traci Thurston.
- Jaime Reyes aparece en Justice League Action, expresado nuevamente por Jake T. Austin.[57]

### Películas
- Jaime Reyes aparece en películas ambientadas en Universo de Películas Animadas de DC, nuevamente con la voz de Jake T. Austin. Esta versión es miembro de los Jóvenes Titanes.

- - Aparece por primera vez en Justice League vs. Teen Titans.[58]
  - En Teen Titans: The Judas Contract, se explora su problemática vida familiar mientras comienza a trabajar en un comedor de beneficencia y, finalmente, se reconcilia con su familia.[59]
  - Reyes hace una aparición sin hablar en un flashback en Justice League Dark: Apokolips War. Se unió a los Titanes en la defensa de la Tierra de las fuerzas de Darkseid, solo para ser asesinado por los Paradooms de Darkseid.

- Jaime Reyes/Blue Beetle aparece en una película homónima (2023), interpretado por Xolo Maridueña.[60][61][62] Esta versión es un recién graduado universitario de la ficticia Palmera City en lugar de El Paso, Texas, a quien la hija de Ted Kord, Jenny Kord, le confió personalmente el Escarabajo para mantenerlo alejado de la villana hermana de Ted, Victoria y otorgándole el poder de derrotar el invento de Victoria, el OMAC. 
  - Reyes regresará en películas ambientadas en la franquicia del Universo DC (UDC).[63]

### Videojuegos
- Jaime Reyes (como Escarabajo Azul) es un personaje jugable en Batman: The Brave and the Bold – The Videogame, con la voz de Will Friedle.[64][65]
- Jaime Reyes está disponible como un DLC en Young Justice: Legacy.
- Jaime Reyes aparece como personaje jugable en el juego multijugador arena de batalla en línea Infinite Crisis.
- Jaime Reyes aparece como un personaje jugable en Lego Batman 3: Beyond Gotham.
- Jaime Reyes es un médico personaje secundario de Deus Ex del año 2000.
- Jaime Reyes es un personaje jugable en el videojuego Injustice 2.

### Varios
- Jaime Reyes / Blue Beetle aparece en una prueba de pantalla utilizada para probar el concepto de una serie de televisión Blue Beetle.[66][67]
- Jaime Reyes aparece en DC Universe Online: Legends como uno de varios metahumanos reunidos por Lex Luthor.
- Jaime Reyes aparece en Smallville: Titans como miembro de los Jóvenes Titanes de Jay Garrick.[68]
- Jaime Reyes / Blue Beetle aparece en el cómic precuela de Injustice 2 como un protegido de Ted Kord.
- Jaime Reyes / Blue Beetle hace apariciones de fondo en DC Super Hero Girls como estudiante de Super Hero High.